# Mark Espat
Mark Anthony Espat – belizeński polityk i manager, członek Zjednoczonej Partii Ludowej, poseł do Izby Reprezentantów z okręgu Albert w latach 1998–2012.

## Życiorys
Pracował jako manager.
Swoją karierę polityczną związał ze Zjednoczoną Partią Ludową (PUP) i z jej ramienia kandydował do parlamentu z okręgu Albert, położonego w południowo-wschodniej części miasta Belize City.
27 sierpnia 1998 w wyborach parlamentarnych zdobył 1102 głosy i został członkiem Izby Reprezentantów. Pokonał przedstawiciela UDP: Thomasa Morrisona stosunkiem głosów: 69,84% do 28,20%. 5 marca 2003 w kolejnych wyborach zdeklasował konkurentów politycznych zdobywając 1482 głosy czyli aż 82,83% wszystkich głosów w okręgu. Jego konkurentka z UDP Marilyn Williams zdobyła 14,14%. Po raz trzeci dostał się do parlamentu  w wyborach parlamentarnych w 2008. 7 lutego zdobył 1485 głosów, ponownie pokonując Thomasa Morrisona z UDP stosunkiem głosów 62,9% do 35,96%. W wyborach w 2012 nie startował.